# Brüderliche Zusammenarbeit der Kriegsgefangenen
Die Brüderliche Zusammenarbeit der Kriegsgefangenen (russisch Bratskoje Sotrudnitschetswo Wojennoplennych, BSW) war eine antifaschistische Widerstandsgruppe, die im Wesentlichen aus sowjetischen Kriegsgefangenen und Zwangsarbeitern im süddeutschen Raum bestand.
Die BSW formierte sich Anfang 1943 in einem Kriegsgefangenenlager für Offiziere in München-Giesing um die Kriegsgefangenen Roman Petruschel, Karl Osolin und Michail Kondenko und den sowjetischen Geheimdienstoffizier Josef Feldmann, der sich unter falschem Namen zur Organisierung von Kriegsgefangenen als „Fremdarbeiter“ hatte anwerben lassen. Die unter der Leitung von Osolin und Feldmann stehende Organisation hatte das Ziel, Kriegsgefangene aller Nationalitäten zu organisieren, die Anwerbung sowjetischer Kriegsgefangener zur Wlassow-Armee zu verhindern, die deutsche Kriegsführung zu sabotieren und mit deutschen Widerstandsgruppen zu kooperieren und gemeinsam mit diesen die alliierten Truppen zu unterstützen.
Der BSW gelang es, in München und Umgebung, Württemberg und Baden hunderte von (fast ausschließlich sowjetischen) Kriegsgefangenen und auch Zwangsarbeiter zu organisieren, Kontakte zu anderen Kriegsgefangenen-Gruppen u. a. in Wien, Berlin und Hamburg zu knüpfen und mit der Münchner Widerstandsgruppe Antinazistische Deutsche Volksfront eng zu kooperieren. Im Bereich des Widerstandes gegen die Werber Wlassows, der Fluchthilfe und des Einsatzes für die Verbesserung der Lebensbedingungen von Kriegsgefangenen und Zwangsarbeitern konnte die BSW einige Erfolge erzielen.
Ende 1943 gelang es der Gestapo einen Spitzel in die BSW einzuschleusen, in einer darauffolgenden Verhaftungswelle wurden mindestens 383 mutmaßliche Mitglieder festgenommen. Die Leitung der Organisation und viele andere Mitglieder, insgesamt 92 Personen, wurden am 4. September 1944 im KZ Dachau ermordet, weitere 38 Mitglieder wenig später im KZ Mauthausen.